# Pastore (religione)

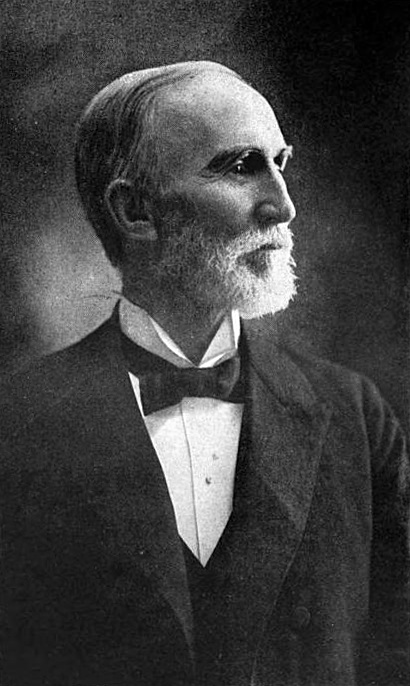
Richard Cordley, divenuto pastore della Plymouth Congregational Church di Lawrence (Kansas), USA, nel 1857.

Pastore è un termine con il quale nelle chiese cristiane, soprattutto evangeliche e riformate – in alcune ufficialmente, in altre solo episodicamente – ci si riferisce a un ministro di culto o comunque (in diversi gradi) a chi è responsabile della conduzione spirituale della comunità cristiana. Deriva dal latino pastōr "pastore di pecore".

## Origine del termine
L'uso del termine pastore deriva dalla Bibbia. La Bibbia ebraica (o Antico Testamento) usa termini derivati dalla radice רעה‎ (raʿah), che ricorre 173 volte nel senso di "pascere il gregge", ad esempio in Genesi 29,7: "abbeverate le pecore e portatele al pascolo". Il participio רועה‎ (roʿeh) viene usato in riferimento ad esseri umani, come, per esempio in Geremia 3,15: "Vi darò dei pastori secondo il mio cuore, che vi pasceranno con conoscenza e intelligenza".
Dio stesso è chiamato il "Pastore di Israele" e Israele "il gregge del Signore" (Genesi 49,24; Salmi 23,1; Salmi 80,1; Geremia 31,10; Ezechiele 34,11-21). Il termine pastore è applicato anche ai re ed ai capi del popolo. Erano dediti alla pastorizia Abele, Iabal, Abramo, Isacco, Giacobbe (Genesi 48,15-16), Giuseppe (Genesi 37,2), Mosè (roveto ardente (Esodo 3,1-2); Numeri 27, 15-21; Salmi 76,21), Giosuè, figlio di Un (Numeri 27,15-21); Aronne (Salmi 76,21) e Davide re-pastore (Ricorrente nel Libro dei Salmi: Salmi 23,1-4, Salmi 78,70-72, Salmi 80,1-4, Salmi 95,7-10)).
Nel Nuovo Testamento si usa la parola greca ποιμήν (poimḗn) ed essa viene normalmente tradotta "pastore". Questa parola è usata 18 volte. Gesù è pure chiamato "buon Pastore" in Giovanni 10,11 "Io sono il buon pastore; il buon pastore dà la sua vita per le pecore".
Gli anziani o vescovi sono incaricati a "pascere il gregge" (la Chiesa) in nome e per conto del solo e vero Pastore, Gesù Cristo (Giovanni 21,25 e seguenti; Atti 20,28; 1 Pietro 5,2). Gesù ribadisce di essere stato Lui a sceglierli e costituirli pastori (Giovanni 15,16), riconoscendo l'autorevolezza di questi capi all'interno dell'ecclesìa(Luca 10,16).
Ai tempi del Nuovo Testamento le singole chiese cristiane non erano condotte da un pastore ma da un Collegio di Anziani (presbyterōs; 1 Timoteo 4,14) detti anche vescovi (letteralmente "sovrintendenti"). Per esempio, in Atti 20,7 Paolo convoca gli "anziani" della chiesa di Efeso per dare loro istruzioni prima della sua partenza: "Da Mileto mandò a Efeso a chiamare gli anziani della chiesa". Durante questo discorso, in Atti 20,28 egli dice loro: "Badate a voi stessi e a tutto il gregge, in mezzo al quale lo Spirito Santo vi ha costituiti vescovi, per pascere la chiesa di Dio, che egli ha acquistata con il proprio sangue". Quindi i termini "Anziani" e "Vescovi" designavano le stesse persone. Pietro sostiene egli stesso di essere un "Anziano" in 1 Pietro 5,1-2 egli scrive: "Esorto dunque gli anziani che sono tra di voi, io che sono anziano con loro e testimone delle sofferenze di Cristo e che sarò pure partecipe della gloria che deve essere manifestata: pascete il gregge di Dio che è tra di voi, sorvegliandolo, non per obbligo, ma volenterosamente secondo Dio; non per vile guadagno, ma di buon animo".
Pure Paolo, in 1 Timoteo 3,1-7 descrive quali debbano essere le caratteristiche di coloro che servono come "vescovi". In Tito 1,5-9 la stessa lista è usata per gli anziani, ai quali pure ci si riferisce in Tito 1,7 come vescovi.

## Il terminepastorenella storia
Secondo molti studiosi, la pratica di separare la funzione dell'"anziano" da quella del vescovo inizia nel II secolo. È allora che pastori singoli (in sostituzione di un gruppo di presbiteri, o anziani, che le chiese avevano nel I secolo) cominciano a sovrintendere ai cristiani di un'intera città, anche se questi risiedono in luoghi diversi. Nel III e nel IV secolo alcuni fra i pastori delle città più prominenti cominciano ad esercitare il controllo sulle chiese di un'intera regione, secondo la suddivisione oggi comune di diocesi o comunità cristiane locali, prendendo nome di "vescovo".
Tuttavia, nel primo millennio non si parla quasi mai di "pastore" come denominazione propria di un ministero istituito: l'uso di questo termine per riferirsi al ministro di culto inizia con i riformatori, in particolare Giovanni Calvino e Ulrico Zwingli. Costoro, come pure altri riformatori, sembra lo avessero preferito ai termini "prete" o "vescovo", identificati come sono dall'uso che ne fa il cattolicesimo da cui intendevano distanziarsi.

## Uso corrente

### Nel protestantesimo
Molti protestanti usano il termine "pastore" come titolo. Nelle chiese evangeliche italiane ci si rivolge al ministro di culto solo con il titolo di "pastore", e raramente con il titolo di "reverendo" (per esempio nella Chiesa Protestante Unita), mai con l'appellativo di "padre", ritenuto contrario all'insegnamento biblico: "Non chiamate nessuno sulla terra vostro padre, perché uno solo è il Padre vostro, quello che è nei cieli" (Matteo 23,9). "Pastore" è pure la definizione legale della professione di ministro di culto evangelico. Con l'introduzione, in alcune chiese, del pastorato femminile, si usa il termine pastora. In alcune congregazioni statunitensi, quando le chiese hanno più di un pastore esiste la figura del Senior pastor, che ha la responsabilità primaria della chiesa, ne cura l'amministrazione, la rappresenta all'esterno e pronuncia la maggior parte dei sermoni.
Nel Protestantesimo italiano dei secoli passati ci si riferiva al ministro di culto appunto con il termine "ministro", tant'è vero che si apponeva dietro al nome la sigla latina "v. d. m." – Verbi Divini Minister (ministro della Parola di Dio).
Il termine "prete" o "presbitero" non è utilizzato nelle chiese protestanti, se non nella Chiesa anglicana.
Altri protestanti, come ad es. le Assemblee dei fratelli preferiscono non usare il termine "pastore" ed utilizzare quello di "anziano". Questo vale in Italia, mentre in altre nazioni è ormai accettato il termine pastore. Le comunità locali di queste chiese sono condotte non da un solo "anziano", ma da un "collegio di anziani" scelti dall'ambito dei membri della comunità e non retribuiti (se non in casi eccezionali quando il loro servizio è "a pieno tempo").
La distinzione storica fra "pastore" e "vescovo", nel Protestantesimo è decaduta, ad eccezione della Chiesa anglicana e della Chiesa luterana che conservano l'organizzazione episcopaliana.
Il pastore, a differenza del sacerdote cattolico, può sposarsi, avere figli e anche divorziare se necessario. Tutto ciò è stato previsto dalla lettura biblica protestante a partire da Lutero stesso. 
In tutte le chiese evangeliche la funzione di "pastore" è professionalmente qualificata. Normalmente è la comunità cristiana locale che riconosce in un suo membro la vocazione pastorale e che provvede a che il candidato sia inviato a studiare presso una riconosciuta scuola biblica o facoltà di teologia per acquisire le competenze necessarie per svolgere questo ministero. Il corso dura un minimo di tre anni, ma, normalmente, durata e spessore dei corsi equivalgono a una laurea magistrale di cinque anni. Gli studi comprendono l'acquisizione della conoscenza delle lingue bibliche (ebraico e greco) necessarie per accedere di prima mano alle fonti della fede. Oltre alle competenze esegetiche della Bibbia, il curriculum comprende anche la cura pastorale e l'omiletica.

### In altre tradizioni
Nella Chiesa cattolico-romana e nelle Chiese ortodosse si mantiene la distinzione fra vescovo, presbitero (o prete) e diacono. Il termine "pastore", pertanto, è considerato solo un appellativo che descrive il ministro ordinato nel suo compito della cura d'anime.